# Voie des Huit trigrammes
Pour l'épée, voir Bagua Dao.

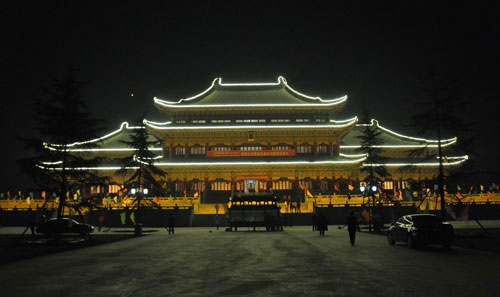
Temple du père fondateur (师祖殿 Shīzǔdiàn) dans la terre sainte (圣地 shèngdì) du Meihuaisme (梅花教), la secte des "fleurs de prunier", à Xingtai, Hebei.

Baguadao 八卦道 ou Baguaisme 八卦教, la Voie des huit trigrammes, désigne un ensemble de sectes chinoises actives dans le Nord de la Chine, issues d’un mouvement né au XVIIe siècle. Certaines étant suspectées d’être anti-Mandchou, le courant fut mis à l’index sous la dynastie Qing. L'une de ses branches fomenta une révolte en 1813,. 

## Histoire
On fait en général remonter ce courant à la secte Shouyuandao 收元道 ou Wuhundao 五葷道 dirigée par Liu Zuochen 劉佐臣 (?-1701)  de Shan au Shandong, influencée par des courants préexistants: maitreyisme, secte Luo et Lotus blanc.
Vers 1730, il avait acquis ses huit branches et son nom . Il crût de manière importante au début de l’ère Qianlong sous Liu Ke, petit-fils du fondateur .
En 1772, Wang Zhong, chef de la secte Quingshui 清水 (Eau pure), division la plus active de la branche Zhengua, fut arrêté avec en sa possession un livre contenant des appels au renversement des Qing. Les autorités découvrirent alors l’importance du mouvement et Liu Shengguo, descendant du fondateur et patriarche, fut exécuté,.
Son successeur, Liu Tingxian, fut banni au Xinjiang et sommé de limiter ses activités au travail de la terre. Néanmoins, en 1780, un chef de la branche Zhengua prit contact avec lui et le persuada de reprendre sa place à la tête du courant. La famille Liu continua donc au XIXe siècle de présider officiellement le courant depuis le Xinjiang, soutenue financièrement par les branches et autres sectes associées du Nord-Est.

## Croyances et pratiques
Transmission de la voie par les cinq femmes (Wǔnǚchuándàoshū 五女传道输)  est le texte principal du courant. Il contient un enseignement de méditation taoïste censé permettre au pratiquant de dépasser les limites humaines et d’être sauvé. Le fondateur du courant y est présenté comme l’incarnation de Maitreya et le fils de la Vénérable mère non née , divinité commune à de nombreux courants religieux chinois émergeant aux XVIIe -XVIIIe siècles. 

## Subdivisions
Dès le XVIe siècle, des écrits religieux mentionnent les huit trigrammes comme un mode idéal d’organisation. Bien que le courant compte théoriquement huit branches, seules trois d’entre elles (Zhengua, Ligua, Kangua) et certaines de leurs sous-branches furent influentes.
La branche ☷ Kungua n’ayant jamais pris forme, on comptait en 1748 sept branches:
- ☲ Ligua basée à Shangqiu, Henan, sous la direction de la famille Gao, descendants de Gao Yunlong 郜云陇, disciple direct de Liu Zuochen. Lin Qing 林清, fondateur de la sous-branche Tianlijiao 天理教, lança en 1813 une révolte culminant dans l’attaque de la Cité interdite, qui fut matée rapidement[8].
- ☳ Zhengua basée à Heze, Shandong, active également au Henan, Zhili et Jiangnan, dirigée par Wang Zhong 王中;
- ☵ Kangua basée à Rongcheng et Ningyang, Zhili, dirigée par Zhang Bo 张柏 et Kong Wanlin 孔万林;
- ☶ Gengua basée à Jinxiang, Shandong, dirigée par Zhang Yucheng 张玉成 (père) et Zhang Jing'an 张静安 (fils);
- ☴ Xungua basée à Shan, Shandong, dirigée par Zhang Yan 张炎;
- ☰  Qiangua basée à Yucheng, Henan, dirigée par Zhang Xing 张姓;
- ☱ Duigua basée à Dongming, Zhili, dirigée par Chen Shanshan 陈善山.

## Sectes dérivées
- Les Huit trigrammes du dragon céleste Tiānlóng Bāguàjiào 天龙八卦教  apparait en 1860. Basée à Qiu, Hebei, et Shen, Shandong, elle est dirigée par Yang Tai (杨泰) et Song Jingshi (宋景诗)[4]. Les trigrammes/branches y sont regroupés en bannières: blanche, báiqí白旗 (branches Qian et Dui), jaune huángqí 黄旗 (branches Kun et Gen), verte lǜqí 绿旗 (branches Zhen et Shun), rouge hóngqí 红旗 (branche Li) et bleue lánqí 蓝旗 ou noire  hēiqí 黑旗 (branche Kan) ; il existait aussi une bannière fleurie / multicolore huāqí 花旗[4].

- L'École des fleurs de prunier Méihuājiào 梅花教, connue au XXIe siècle pour ses arts martiaux et aussi pour avoir participé à la révolte des Boxers, est considérée comme héritière de Ligua, qui réunissait déjà en son temps le travail rituel et spirituels du wenchang  文場 et les techniques martiales du wuchang  武場[4].